# Нішапур
Нішапу́р (перс.نیشابور-Neyšâbur) — місто в Ірані, друге за величиною місто північно-східної іранської провінції Хорасан-Резаві. Населення — 205 972 чоловік (2006 р.). Розташоване у північно-східній частині країни, за 670 км до сходу від Тегерана в автодороги A-83.

## Історія

### Заснування і ранній період
Засноване місто шахіншахом Персії Шапуром I в середині 3 століття і перебудоване Шапуром II у наступному столітті. Спочатку називався Абаршехр (в арабських джерелах — Абрашехр), як і область центром якої він був. Нинішня назва, походить від перського нев-Шапур — «хороше [місто] Шапура». З V століття Нішапур був місцем перебування несторіанського єпископа Персії. Він був важливий і для зороастрійців, оскільки в сусідніх горах був розташований один з великих священних вогнів — Адур-Бурзу-Міхр. У 650/651 р. марзпан Нішапура підкорився вторглимся до Хорасану арабам, виплативши 700 тисяч дирхемів і 400 вьюків шафрану як данину. У 748 році Абу Муслім встановив в Хорасані владу Аббасидів. Після вбивства Абу Мусліма халіфом (755) в Нішапурі і Реї спалахнуло повстання на чолі з Сунбадом, незабаром пригнічене.

### Розквіт міста
При перших арабських намісниках головним містом Хорасану був Мерв, а Нішапур набув значення після перенесення сюди столиці Абдаллахом ібн Тахіром (830—844) і зберігав його до монгольської навали. Саффариди, що перемогли у 873 році Тахіридів зробили Нішапур своєю резиденцією. При Саманідах (900—999), столицею яких стала Бухара, Нішапур був місцем перебування намісників Хорасана — цивільного (амід) і військового (сіпехсалар).
У 10 столітті Нішапур був найбільшим і одним з найбільш економічно розвинених міст Ірану. Він займав площу близько 40 кв. км. За аль-Мукаддасі, у місті було 44 квартали, деякі за площею дорівнювали половині Шираза. Нішапур був більш людний за Багдад, кілька сот тисяч жителів. Він був головним ринком і складським місцем для товарів Горгана, Кермана, Рея, Синда, Фарсу і Хорезма. Велика торгівля велася на Великому базарі (мурабба'ат ал-кабира) на схід від соборної мечеті і Малому ринку (мурабба'ат ас-Сагіра) на захід від неї. Нішапур був відомий своїми шовковими і бавовняними тканинами, які експортувалися навіть за межі ісламських країн. Найбільш впливовими в місті були ремісничі корпорації капелюшників, канатників, торговців шовком-сирцем і торговців шовковими тканинами.

### 11-12 століття
З падінням держави Саманідів (999) Хорасан разом з іншими областями на південь від Амудар'ї був захоплений Махмудом Газневі. Після поразки газнійського султана Масуда від сельджуків Тогрул-бека останні без бою зайняли місто (1038). Завдавши в 1040 році поразку Масуду в битві під Данданаканом, Тогрул-бек твердо запанував в Нішапурі. Його племінник Алп-Арслан також перебував там деякий час, але султан Санджар зробив своєю столицею Мерв.
У 1142 році місто тимчасово захопив хорезмшах Атсиз. В 1153 року місто піддалось спустошуючій навалі кочівників-огузів, повсталих проти Санджара. Огузи розграбували Нішапур і зруйнували його дощенту. Нове місто виникло на захід, у передмісті Шадьях (Шайкан), збудованому ще Абдаллахом ібн Тахіром. Командир гулямів Санджара Муаййід ад-Дін Ай Аба розширив і зміцнив Шадьях, що дозволило йому контролювати більшу частину Хорасану до своєї смерті у 1174 році. Завдяки вдалому географічному положенню Нішапур досяг колишнього процвітання у тому ж столітті. За словами географа Якута аль-Хамаві, що побував тут в 1216 році, він був як би залом всього сходу, і каравани не могли проїхати повз нього. У 1187 році Нішапур зайняв хорезмшах Текеш. У 1208/1209 місто було знову зруйновано, цього разу потужним землетрусом, що торкнулася всього Хорасану.

### Епоха монгольських завоювань
У 1220 під Нішапуром з'явилися війська Джебе і Субедея, монгольських нойонів, які переслідували хорезмшаха Ала ад-Діна Мухаммеда. Вони передали намісникам Хорасану копію ярлика Чингіз-хана з додатком ал-тамги («алої печатки»). Від жителів було потрібно виявити покірність негайно після прибуття війська Чингіз-хана. Однак городяни чинили опір прибулій у листопаді 1220 р. 10-тисячній армії Тогачара, зятя Чингіз-хана, і монголи відступили, але лише після того, як Тогачар був убитий. Син Чингіз-хана Толуй з'явився перед містом з настільки значним військом і грізними облоговими знаряддями, що нішапурці занепали духом і вирішили обговорити умови здачі. Але їх пропозиції були відкинуті, і в середу, 7 квітня 1221 року розпочався монгольський наступ. У суботу місто було взято штурмом. Жителі були вигнані в відкрите поле, і щоб помститися за смерть Тогачара, було наказано «зруйнувати місто до самої основи, щоб це місце можна було переорати; і щоб на виконання помсти в живих не залишилося навіть кішок і собак»(за свідченням Джувейні). Виняток склали 400 ремісників, поведених в полон.
Нішапур був відновлений, але черговий руйнівний землетрус, що стався близько 1270 року змусив жителів покинути Шадьях. Місто було відбудовано заново, на новому місці, і відвідавший його близько 1332 року Ібн-Батута називає Нішапур одним з чотирьох центрів Хорасану. Після смерті Абу Саїда, останнього самостійного ільхана держави Хулагуїдів (1335) Північний і Західний Хорасан перейшов в руки угрупування емірів на чолі з Аргуншахом, онуком Ноуруза. У Нішапурі й інших містах Хорасана проповідував Хасан Джурі, учень шейха Халіфе. Його послідовники, відомі як сербедари, підняли проти монгольської влади повстання і утворили самостійну державу в центром в Себзеварі, недалеко від Нішапура. У 1381 сербедари добровільно підкорилися Тимуру, внаслідок чого Нішапур не зазнав тягот війни. Черговий руйнівний землетрус (1405) призвів до того, що місто було перенесено на північний захід, на місце його нинішнього розташування.

### Занепад
Герат при Тимуридах і Мешхед при Сефевідах мали більше значення в регіоні, але Нішапур залишався досить значним містом до 18 ст., Хоча й постраждав від нападів кочових узбеків в кінці XVI століття. У 1750/1751 р. був зруйнований афганським Ахмед-шахом, що взял місто після шестимісячної облоги. Ахмед-шах віддав місто тюркському князю Аббас-Кулі-хана, який вжив заходів для його відновлення. В кінці 1796 році Нішапур перейшов під владу Каджарів. Європейські мандрівники 19 століття описують плачевний стан стін і будівель міста і загальний економічний занепад: тканини виготовлялися лише для місцевого споживання, а єдиним предметом експорту була бірюза. Населення також було нечисленним: в 1821 році — 5000 (Фрейзер), в 1845 році — 8000 (Ферье), в 1889 році — 10000 (Керзон).

### 20 століття
До 1930-го року місто було оточене залишками стін, знесеними за наказом шаха Реза Пехлеві. Найстарша частина сучасного Нішапура — забудова, побудована після землетрусу 1405 року. Соборна мечеть датується 1493/1494 р.

## Культура

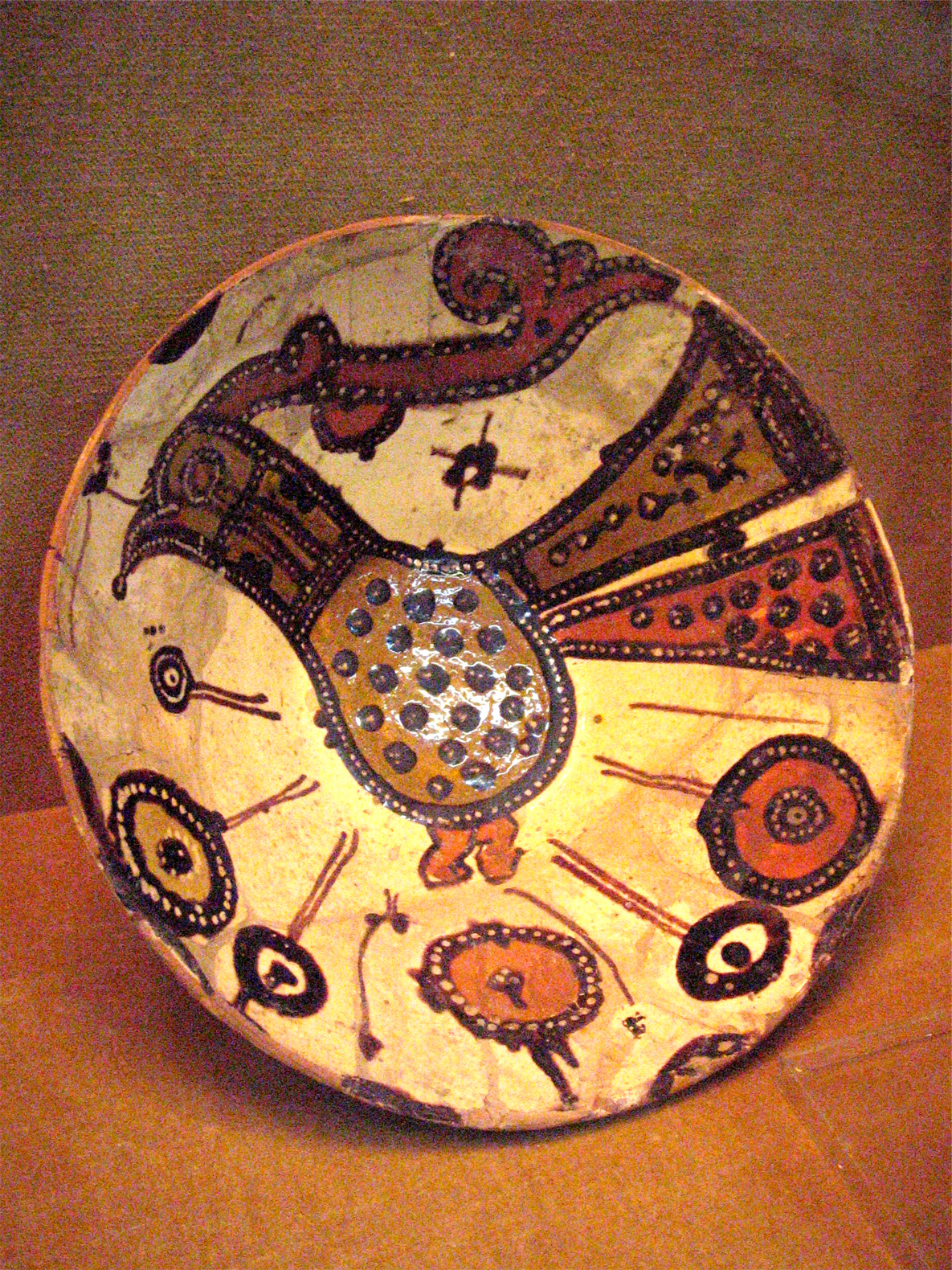
Розфарбована чаша в традиційних орнаментах

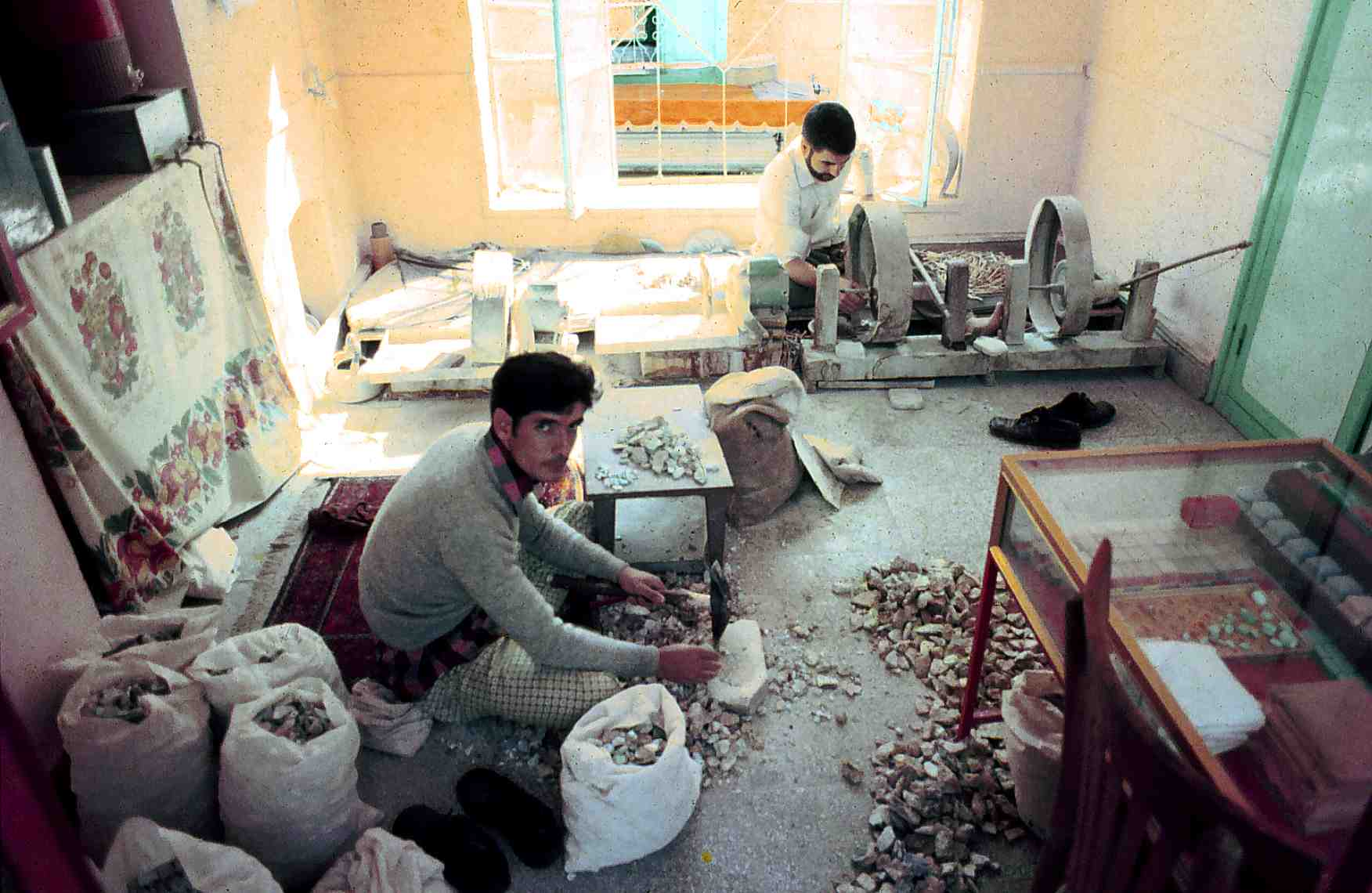
Шліфування бірюзи

Джозеф Аптон, Волтер Хаузер і Чарльз Уілкінсон з нью-йоркського Метрополітен-музею вели розкопки в 1935—1940 рр. і взимку 1947/1948. За угодою з урядом Ірану, половина знахідок переходила Іранському національному музею. У кургані, що носить назву сабза Пушан (перс. «Зелена гора»), був відкритий житловий район IX—XII ст.; в Тепі Медресе був виявлений великий житловий район того ж періоду з мечеттю і, ймовірно, палацом правителів IX ст. У 1995—2005 рр. іранські археологи проводили розкопки в Шадьяхі; в 2005 і 2006 роках французька експедиція досліджувала кухендіз — цитадель середньовічного Нішапура.
Поширені мови: перська, тюркські мови Хорезму, арабська. Традиційною релігією є зороастризм, пізніше розповсюдження отримав шиїзм. Ісламський університет Азад Нішапура є основною ланкою Ісламського університету Азаду. Він був створений у 1985 році і має два факультети в IAUM, сільського господарства, та інженерний факультет, що пропонує ступінь бакалавра і магістра. Є власна футбольна команда: «Джахан Електрик Нішапур». Традиційні ремесла: вироблення глиняного посуду, плетіння килимів, бірюзова цегляна кладка.

## Мавзолеї

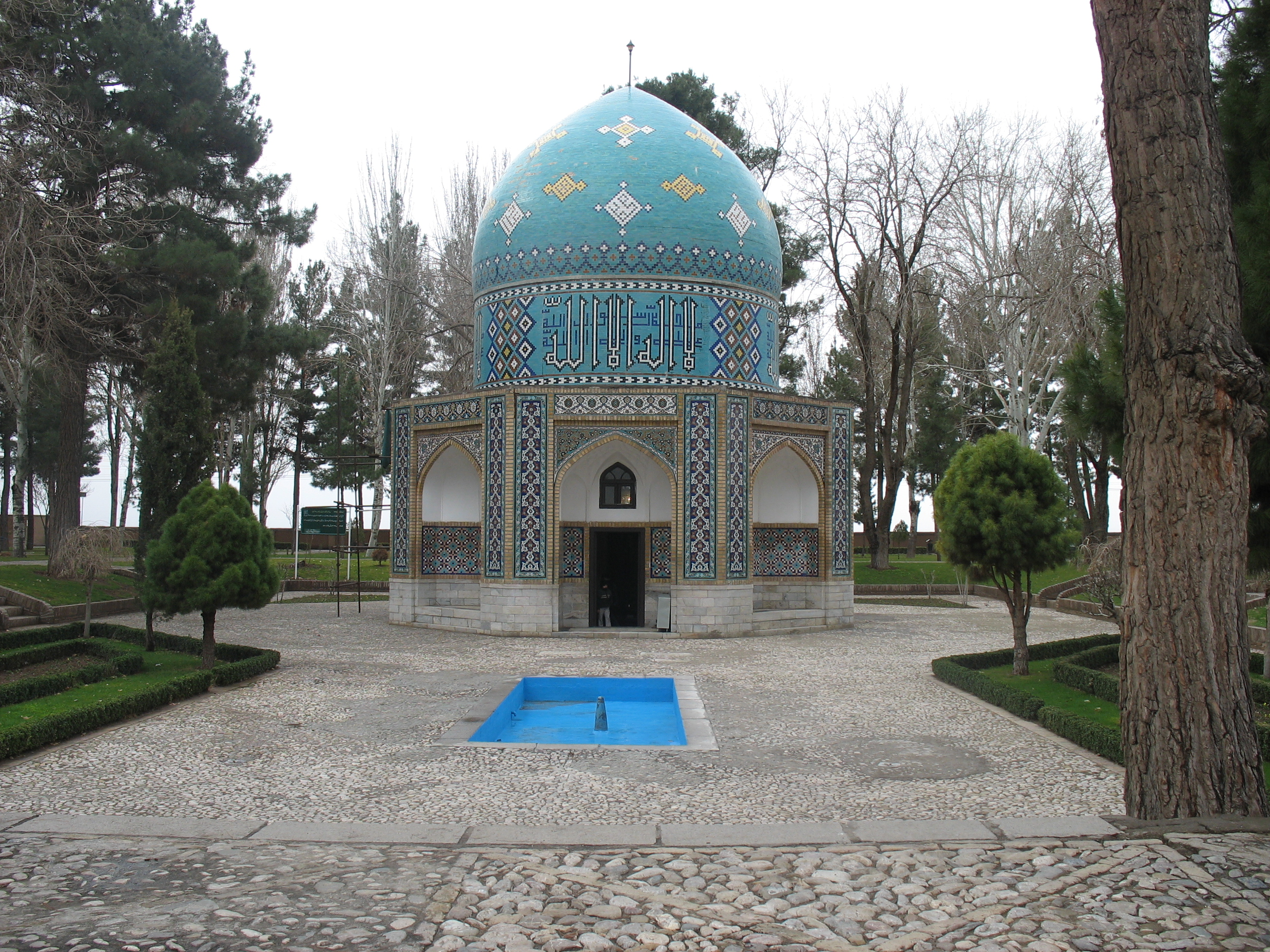
Аттара
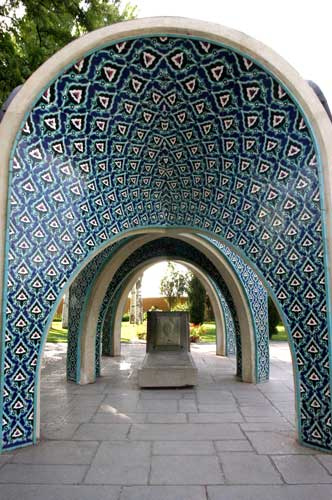
Камаль аль-Мулька

## Відомі жителі
- Маздак (пом. 524/528) — зороастрійський проповідник
- Абдалла ібн Тахір (798—845) — 3-й емір держави Тахіридів в 828—845 роках
- Муслім ібн аль-Хаджжадж (821—875) — ісламський богослов, хадисознавець і правознавець
- Абу Саїд Фазл-Аллах (967—1049) — поет-суфій
- Омар Хаям (1048—1131) — видатний поет, математик, астроном, філософ.
- Фарід ад-Дін Аттар (пом. 1221) — поет-суфій.
- Адіб Нішапур (бл. 1864—1926) — іранський богослов, літературознавець, педагог і поет.